# ウロコンドラ
ウロコンドラ Urochondra はイネ科の植物の1つ。唯一の種がアフリカから南アジアの海岸に生える。

## 特徴
本属にはタイプ種である Urochondra setulosa のみが含まれる。以下、この種に基づいて記す。
束になって生える草で、匍匐枝を出す。茎は硬く、草丈は40cmまで。茎は白っぽい緑色をしており、直立するかやや斜めに立つ。茎には関節があり、平行に走る脈があり、柔らかい毛で覆われており、細かな腺点がある。葉身は縁が内側に巻き込んでおり、長さは20cmまで、幅は5mm、質は硬く、表面は細かく柔らかい毛で覆われている。先端は短い針状に突き出していて鋭い。
花序は幅の狭い円柱形をした円錐花序で、長さは3.5～6cm、幅4～5mmで、枝はとても短い。小穂は偏圧されていて、2～3個の小花を含み、長楕円形から卵状長楕円形をしていて長さは2～3mm。2つの包頴は線状長楕円形から被針上長楕円形で先端は鋭く尖るか鈍く尖り、縁に沿って毛が並んでいる。長さは第1包頴は1.5～2.5mm、第2包頴は2.6～3mm。護頴は細く、1本の脈があり、長さ2.5～3mm、先端に小さな突起があるか、または短い芒がある。内頴はほぼ護頴と同型で、ただし脈は2本ある。柱頭は羽毛状で暗褐色をしている。

## 分布と生育環境
アフリカから南アジアにかけて分布するもので、イランの南東部、パキスタン、スーダン、エチオピア、ソマリア、イエメン、インドの北東部に知られる。日本及び近隣地域には分布しない。
主に海岸地域に生える。上記のような分布域の中で海岸域の砂質の砂漠、塩分の多い平地、塩性湿地、塩水の水路の周辺などで優占的に生育する。この植物はこのような環境への耐性があり、実験家でも塩分やアルカリ性のストレスがある程度存在している方が活性が高まることが確認されている。

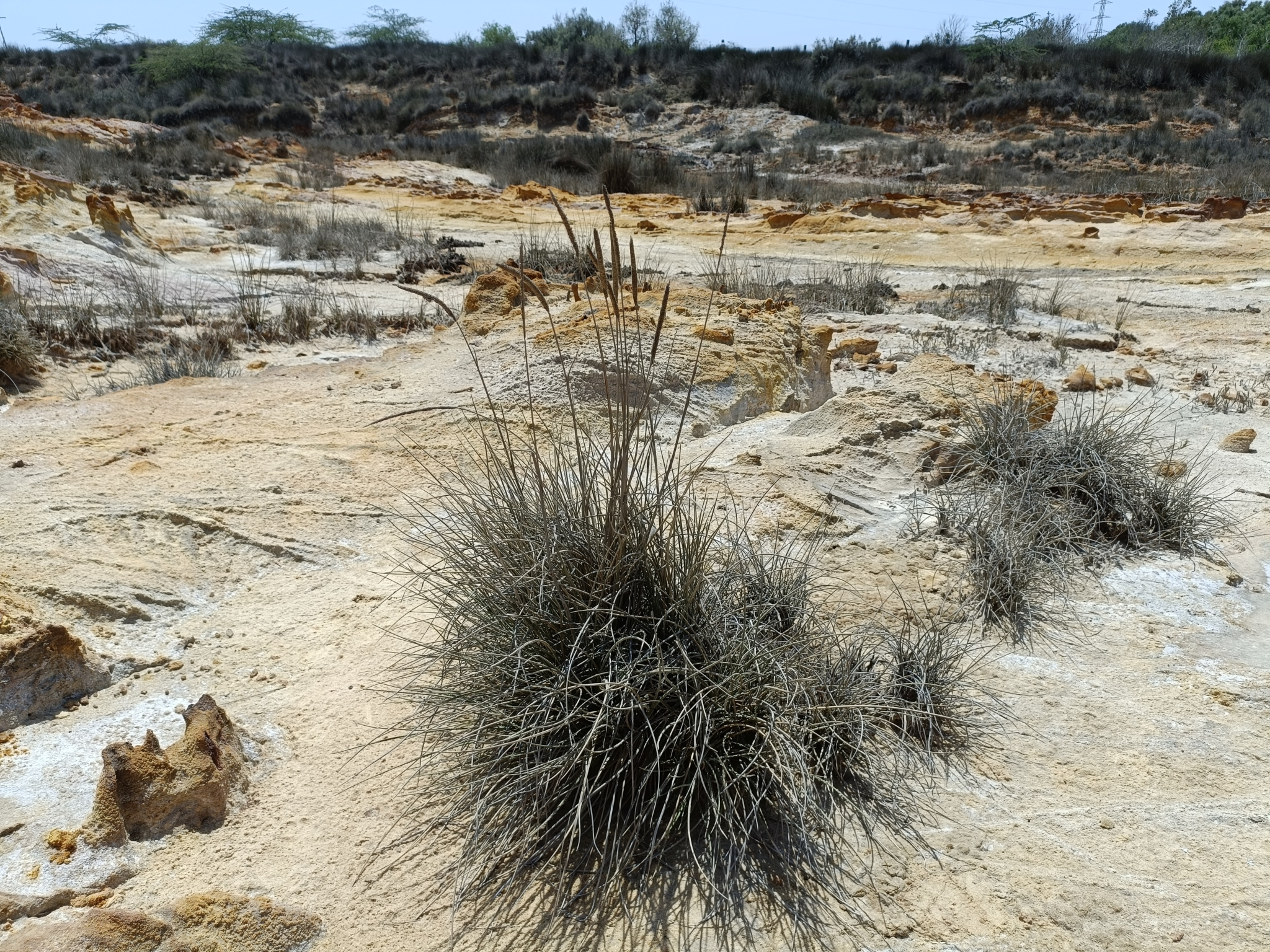
生育地の様子(インド)

## 分類など
上記のように本属は1種のみ知られている。この属はシバ属 Zoysia と近縁で、両属が姉妹群を成すことは分子系統の情報からも支持されており、この2つの属はヒゲシバ亜科シバ連の中でシバ亜連に纏められている。

## 利用
本属の種は上記のように塩分を含むアルカリ性の土壌で生育することから、このような普通の植物の生育できない場所での牧草として利用できる可能性が考えられている。実際にその生育地でウシが時にこれを食べていることも知られている。